# Inkuyo
Inkuyo es un grupo de música andina creado en 1988 por el músico Gonzalo Vargas, oriundo de la remota aldea boliviana de Tapajkari. Anteriormente había colaborado con otro grupo musical andino: Sukay.
La música de Inkuyo transporta al oyente a los remotos pueblos de la cordillera andina, donde las gentes del lugar viven como sus antepasados aymaras. La agrupación cuenta con un amplio repertorio de ritmos e instrumentos musicales con los que cultivaron con éxito una música andina en ocasiones fusionándola con el new age y la música ambiental.
Una de sus canciones, Wiphala, fue incluida en la película Baraka dirigida por Ron Fricke.

## Miembros

### Formación clásica
- Gonzalo Vargas
- Pamela Darington (estadounidense)
- Jorge Tapia
- Omar Sepúlveda (también exintegrante de Sukay).

### Colaboraciones
En los últimos años de actividad, el grupo también ha contado con colaboraciones de Daniel Zamalloa, José Luis Reynolds, Enrique Coria, Salomón Pérez y Fernando de Sanjinez.

## Discografía
- 1988 Music of the Andes

- 1990 Land of the Incas

- 1992 Temple of the Sun

- 1993 The double headed serpent

- 1994 Art from sacred lanscapes

- 1996 Ancient Sun

- 1998 Window to the Andes

- 2007 Pachakuti: The overturing of space-time

- 2015 Amanecer andino

- Datos: Q2061944